# 利萊卡里岩
54°24′S 3°28′E / 54.400°S 3.467°E
利萊卡里岩，是南極洲的岩石，位於鮑威特島，處於洛約角西北面2.2公里，海拔高度2米，在1927年12月由挪威探險隊繪入地圖，由挪威的南極領地管轄。